# Various Artists
Various Artists는 사전적 의미로는 '다양한 예술가들'이라는 의미다. 한 앨범에 여러 가수의 곡이 들어있는 컬래버레이션 앨범이나, OST 앨범에 참여한 여러명의 가수들의  이름을 일일이 나열하지 않고 함께 협업했다는 의미로 'Various Artists'로 표기한다. 약어로는 'V.A'가 있다.

## 같이 보기
- 컴필레이션 음반
- 컬래버레이션
- 음반